# IJsland op de Olympische Zomerspelen 2008

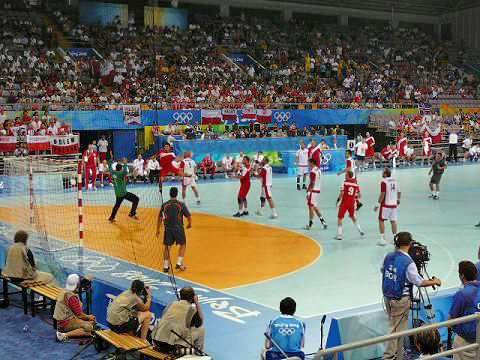
Handbalwedstrijd Polen-IJsland op de Olympische Zomerspelen 2008

IJsland nam deel aan de Olympische Zomerspelen 2008 in Peking, China. IJsland debuteerde op de Zomerspelen in 1912 en deed in 2008 voor de achttiende keer mee. Tot aan de Spelen van Peking werden drie medailles gewonnen; een keer zilver en twee keer brons, waarbij de laatste medaille dateerde van 2000. Dit keer werd zilver gewonnen door het mannenhandbalteam.

## Medailleoverzicht
| Sport   | Olympiër | Discipline | Medaille |
| ------- | --- | ---------- | -------- |
| Handbal | Sturla Asgeirsson Arnor Atlason Logi Geirsson Snoori Steinn Gudjonsson Hreidar Levy Gudmundsson Robert Gunnarsson Bjorgvin Pall Gustavsson Asgeir Orn Hallgrimsson Ingimundur Ingimundarson Sverre Andreas Jakobsson Alexander Petersson Gudjon Valur Sigurdsson Sigfus Sigurdsson Olafur Stefansson | mannen     | Zilver   |

## Deelnemers en resultaten
(m) = mannen, (v) = vrouwen 

### Atletiek
| Olympiër              | Discipline               | Resultaat | Prestatie                              |
| --------------------- | ------------------------ | --------- | -------------------------------------- |
| Bergur Ingi Pétursson | kogelslingeren (m)       | 25e       | kwalificatie groep A: 13de met 71,63m  |
|                       |                          |           |                                        |
| Þórey Elísdóttir      | polsstokhoogspringen (v) | 23e       | kwalificatie groep B: 12de met 4,15m   |
| Ásdís Hjálmsdóttir    | speerwerpen (v)          | 50e       | kwalificatie groep B: 24ste met 48,59m |

### Badminton
| Olympiër            | Discipline    | Resultaat | Prestatie                                        |
| ------------------- | ------------- | --------- | ------------------------------------------------ |
| Ragna Ingólfsdóttir | enkelspel (v) | 33e       | 1ste ronde: V van JPN Hirose: 6-21, 7-19, opgave |

### Handbal
| Olympiër | Discipline | Resultaat | Prestatie |
| --- | ---------- | --------- | --- |
| Sturla Asgeirsson Arnor Atlason Logi Geirsson Snoori Steinn Gudjonsson Hreidar Levy Gudmundsson Robert Gunnarsson Bjorgvin Pall Gustavsson Asgeir Orn Hallgrimsson Ingimundur Ingimundarson Sverre Andreas Jakobsson Alexander Petersson Gudjon Valur Sigurdsson Sigfus Sigurdsson Olafur Stefansson | mannen     | Zilver    | groep B: 3de W van Rusland: 33-31 W van Duitsland: 33-29 V van Zuid-Korea: 21-22 G van Denemarken: 32-32 G van Egypte: 32-32 kwartfinale: W van Polen: 32-30 halve finale: W van Spanje: 36-30 finale: V van Frankrijk: 23-28 |

| Groep B |            |             |             |             |             |            |            |            |        |
| #       | Land       | Wedstrijden | Wedstrijden | Wedstrijden | Wedstrijden | Doelpunten | Doelpunten | Doelpunten | Punten |
| #       | Land       | G           | W           | G           | V           | V          | T          | Saldo      | Punten |
| 1       | Zuid-Korea | 5           | 3           | 0           | 2           | 122        | 129        | -7         | 6      |
| 2       | Denemarken | 5           | 3           | 1           | 0           | 137        | 131        | +6         | 6      |
| 3       | IJsland    | 5           | 2           | 2           | 1           | 151        | 146        | +5         | 6      |
| 4       | Rusland    | 5           | 2           | 2           | 1           | 136        | 131        | +5         | 5      |
| 5       | Duitsland  | 5           | 2           | 1           | 2           | 126        | 130        | -4         | 5      |
| 6       | Egypte     | 5           | 0           | 2           | 3           | 127        | 132        | -5         | 2      |

| Ronde        | Datum  | Plaats     | Land  | Score     | Land |
| ------------ | ------ | ---------- | ----- | --------- | ---- |
| Groepsfase   |        |            |       |           |      |
| 10 augustus  | Peking | Rusland    | 31-33 | IJsland   |      |
| 12 augustus  | Peking | IJsland    | 33-29 | Duitsland |      |
| 14 augustus  | Peking | Zuid-Korea | 22-21 | IJsland   |      |
| 16 augustus  | Peking | Denemarken | 32-32 | IJsland   |      |
| 18 augustus  | Peking | IJsland    | 32-32 | Egypte    |      |
| Kwartfinale  |        |            |       |           |      |
| 20 augustus  | Peking | Polen      | 30-32 | IJsland   |      |
| Halve finale |        |            |       |           |      |
| 22 augustus  | Peking | IJsland    | 36-30 | Spanje    |      |
| Finale       |        |            |       |           |      |
| 24 augustus  | Peking | IJsland    | 23-28 | Frankrijk |      |

### Judo
De deelnemer bij het judo nam deel op uitnodiging van de Olympische tripartitecommissie.
| Olympiër         | Discipline | Resultaat | Prestatie                                                                                 |
| ---------------- | ---------- | --------- | ----------------------------------------------------------------------------------------- |
| Þormóður Jónsson | +100kg (m) | 17e       | 1ste ronde: vrij 2de ronde: W van PUR Figueroa: ippon 3de ronde: V van IRI Roodaki: ippon |

### Zwemmen
| Olympiër                 | Discipline           | Resultaat | Prestatie                  |
| ------------------------ | -------------------- | --------- | -------------------------- |
| Árni Már Árnason         | 50m vrije slag (m)   | 44e       | serie 7: 3de in 22,81 (NR) |
| Örn Arnarson             | 100m vrije slag (m)  | 49e       | serie 5: 8ste in 50,68     |
| Örn Arnarson             | 100m rugslag (m)     | 35e       | serie 2: 3de in 56,15      |
| Jakob Jóhann Sveinsson   | 100m schoolslag (m)  | 47e       | serie 4: 7de in 1.02,50    |
| Jakob Jóhann Sveinsson   | 200m schoolslag (m)  | 38e       | serie 2: 2de in 2.15,58    |
| Hjörtur Már Reynisson    | 100m vlinderslag (m) | 52e       | serie 3: 5de in 54,17      |
|                          |                      |           |                            |
| Ragnheiður Ragnarsdóttir | 50m vrije slag (v)   | 36e       | serie 8: 4de in 25,82      |
| Ragnheiður Ragnarsdóttir | 100m vrije slag (v)  | 35e       | serie 3: 5de in 56,35      |
| Sigrún Brá Sverrisdóttir | 200m vrije slag (v)  | 45e       | serie 1: 6de in 2.04,82    |
| Sarah Blake Bateman      | 100m rugslag (v)     | 41e       | serie 3: 8ste in 1.03,82   |
| Erla Dögg Haraldsdóttir  | 100m schoolslag (v)  | 40e       | serie 3: 6de in 1.11,78    |
| Erla Dögg Haraldsdóttir  | 200m wisselslag (v)  | 35e       | serie 1: 4de in 2.20,53    |

Afghanistan · Albanië · Algerije · Amerikaanse Maagdeneilanden · Amerikaans-Samoa · Andorra · Angola · Antigua en Barbuda · Argentinië · Armenië · Aruba · Australië · Azerbeidzjan · Bahama's · Bahrein · Bangladesh · Barbados · België · Belize · Benin · Bermuda · Bhutan · Bolivia · Bosnië en Herzegovina · Botswana · Brazilië · Britse Maagdeneilanden · Bulgarije · Burkina Faso · Burundi · Cambodja · Canada · Centraal-Afrikaanse Republiek · Chili · China · Chinees Taipei · Colombia · Comoren · Congo-Brazzaville · Congo-Kinshasa · Cookeilanden · Costa Rica · Cuba · Cyprus · Denemarken · Djibouti · Dominica · Dominicaanse Republiek · Duitsland · Ecuador · Egypte · El Salvador · Equatoriaal-Guinea · Eritrea · Estland · Ethiopië · Fiji · Filipijnen · Finland · Frankrijk · Gabon · Gambia · Georgië · Ghana · Grenada · Griekenland · Groot-Brittannië · Guam · Guatemala · Guinee · Guinee‑Bissau · Guyana · Haïti · Honduras · Hongarije · Hongkong · Ierland · IJsland · India · Indonesië · Irak · Iran · Israël · Italië · Ivoorkust · Jamaica · Japan · Jemen · Jordanië · Kaaimaneilanden · Kaapverdië · Kameroen · Kazachstan · Kenia · Kirgizië · Kiribati · Koeweit · Kroatië · Laos · Lesotho · Letland · Libanon · Liberia · Libië · Liechtenstein · Litouwen · Luxemburg · Macedonië · Madagaskar · Malawi · Malediven · Maleisië · Mali · Malta · Marshalleilanden · Marokko · Mauritanië · Mauritius · Mexico · Micronesië · Moldavië · Monaco · Mongolië · Montenegro · Mozambique · Myanmar · Namibië · Nauru · Nederland · Nederlandse Antillen · Nepal · Nicaragua · Nieuw-Zeeland · Niger · Nigeria · Noord-Korea · Noorwegen · Oeganda · Oekraïne · Oezbekistan · Oman · Oostenrijk · Oost‑Timor · Pakistan · Palau · Palestina · Panama · Papoea-Nieuw-Guinea · Paraguay · Peru · Polen · Portugal · Puerto Rico · Qatar · Roemenië · Rusland · Rwanda · Saint Kitts en Nevis · Saint Lucia · Saint Vincent en Grenadines · Salomonseilanden · Samoa · San Marino · Sao Tomé en Principe · Saoedi-Arabië · Senegal · Servië · Seychellen · Sierra Leone · Singapore · Slovenië · Slowakije · Soedan · Somalië · Spanje · Sri Lanka · Suriname · Swaziland · Syrië · Tadzjikistan · Tanzania · Thailand · Togo · Tonga · Trinidad en Tobago · Tsjaad · Tsjechië · Tunesië · Turkije · Turkmenistan · Tuvalu · Uruguay · Vanuatu · Venezuela · Verenigde Arabische Emiraten · Verenigde Staten · Vietnam · Wit-Rusland · Zambia · Zimbabwe · Zuid-Afrika · Zuid-Korea · Zweden · Zwitserland
Uitgesloten van deelname: Brunei